# جنرال إلكتريك للحواسيب

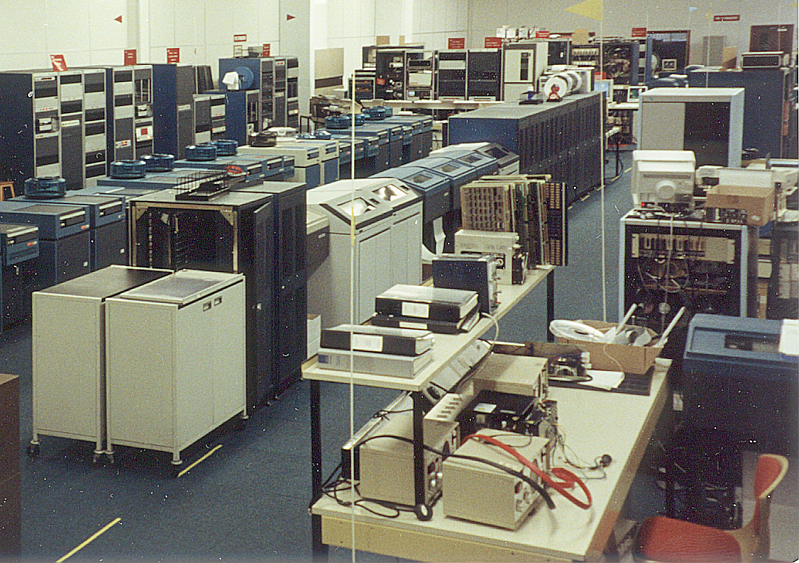

جنرال إلكتريك للحواسيب أو جي إي سي المحدودة للحواسيب (بالإنجليزية: GEC Computers)، كانت شركة إنتاج حواسيب تابعة لشركة جينيرال إلكتريك القابضة.

## التاريخ
بدأت بشركة إليوت أوتوماشن وهي شركة نتنج حواسيب معالجة بيانات التي نقلت إلى شركتي (الحواسيب الدولية المحدودة/والحواسيب الدولية ومنظموا الجداول)، ونقلت المنتجات غير المحوسبة إلى شركة إنجلش إلكتريك كجزء لإعادة تنظيم الشركة الأم الذي فرضته الحكومة البريطانية.
احتفظت شركة إليوت أوتوماشن بنظم الحوسبة في الوقت الفعلي، وأجهزة حاسوب سلسلة إليوت 900، وشرعت في تصميم مجموعة جديدة من أنظمة الكمبيوتر لدفعها إلى الأمام على المدى الطويل. لم تسمح قواعد إعادة التنظيم ل إليوت أوتوماشن بمواصلة العمل على منتجات الحوسبة الخاصة بمعالجة البيانات لعدة سنوات بعد الانقسام. تم تحديد ثلاثة نطاقات حاسوب جديدة، والمعروفة داخلياً باسم ألفا وبيتا وجاما. كانت ألفا جي إي سي 2050 حواسيب صغيرة ذات 8 بت، وكانت بيتا جي إي سي 4080 حواسيب صغيرة ذات 16بت مع ميزة نيوكليس الفريدة. لم يتطور جاما أبداً لذا تم سحب عدد قليل من ميزاته المحسنة مرة أخرى إلى جي إي سي 4080.
كان إنتاج الشركة الرئيسي هي سلسلة الحواسيب الصغيرة جي إيه سي 4000 والتي استخدمت في العديد من شركات جي إي سي وماركوني كأجهزة رئيسية للتحكم بأنظمة الصناعة والتطبيقات العسكرية، واستمر تطوير العديد من الأجهزة الجديدة في نفس السلسلة على مدى حياة الشركة. المنتجات الأخرى التي أنتجت في سنوات الأولى للشركة كانت حاسوب جي إي سي 2050، ومغذيات الطاقة، وشاشات العرض العسكرية عالية الدقة، فضلاً عن سلسلة إليوت 900 لمستخدمي سلسلة 900 الفعليين. وجدت الشركة أيضاً أن بعض البرامج التي طورتها لاستخدامها الخاص كانت قابلة للبيع لشركات أخرى، مثل خدمات دفع الرواتب، وبرنامج تصميم لوحات الدوائر المطبوعة متعدد الطبقات، وبرنامج إدارة المشاريع.
في منتصف السبعينيات، كانت جنرال إلكتريك للحواسيب تعمل على أوإس 4000 وهو نظام تشغيل أكثر تطوراً لسلسلة جي إي سي4000. وجذب هذا التطوير لسلسلة جي إي سي4000 المزيد من الزبائن، العديد منهم من المجتمعات الأكاديمية والعلمية. شغلت العديد من المشاريع التعاونية، وأثمر بعضها في التطبيقات حيث طورت الشركة تلك التطبيقات ثم باعتها، بالإضافة إلى مبيعات الحواسيب نفسها. وكان أكبر هذه التطبيقات هو أنظمة تبديل الحزمة والمسمى(إكس.25) والذي كان نتيجة بحث تعاوني مع مجلس بحوث البيئة الطبيعية.
في أواخر السبعينيات طور البريد العام للمملكة المتحدة نظام بريستيل على حواسيب جي إي سي 4000. وأدى هذا إلى مبيعات أنظمة مشابهة في جميع أنحاء العالم.
عام 1979 حصلت الشركة على وسام الملكة للإنجاز الفني لتطويرها سلسلة حواسيب جي إي سي4000، وبشكل خاص أنوية هذه الحواسيب.
بحلول 1980 أصبح نظام التشغيل أو إس 4000 ذا شعبية كبيرة في المنظمات البحثية والأكاديمية الإنجليزية كنظام متعدد المستخدمين، والذي تم تشغيله في مختبرات رذرفورد-أبلتون ومختبرات ديرزبوري، ومختبرات هارويل، ومختبرات مجلس بحوث البيئة الطبيعية، ومختبرات هارويل، ومكتب الأرصاد الجوية وسيرن، وفي العديد من أقسام الهندسة والفيزياء في العديد من الجامعات، وكحاسوب خدمة رئيسي في كلية لندن الجامعية وفي جامعة كيل. وفي أوائل الثمانينات أطلقت الشرطة سلسلة جي إي سي63 والتي صنعت خصيصاً للسوق الأكاديمي والبحثي ولكن هذه السلسلة لم تنجح، وإنهار المشروع بعد سنوات قليلة، مع إستمرار سلسلة جي إي سي4000 كمنتج رئيسي للشركة.